# Celamoides pseudastigma
Celamoides pseudastigma är en fjärilsart som beskrevs av Van Eecke 1920. Celamoides pseudastigma ingår i släktet Celamoides och familjen trågspinnare. Inga underarter finns listade i Catalogue of Life.